# Djarum
Djarum est une marque de cigarettes kretek (mélange de clous de girofle et de tabac) fabriquées en Indonésie. Elle a été fondée en 1951.

## Activité

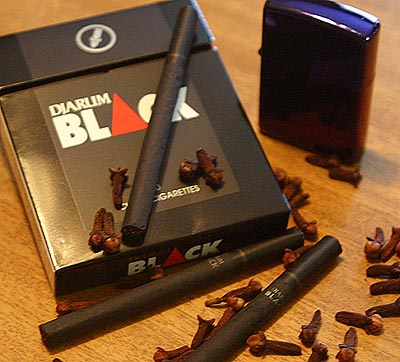
Paquet de "Djarum"

En 1951, Oei Wie Gwan se lance dans la production des cigarettes kretek sous la marque Djarum. Après sa mort en 1963, ses deux fils, Michael Bambang et Robert Budi Hartono continuent à gérer la société. 
Basée à Jakarta, la marque est commercialisée dans un nombre de pays (Australie, Japon, Belgique, Canada, Arabie Saoudite...).
La société compte 65 000 employés en 2014. Djarum est le 3e producteur de cigarettes kretek en Indonésie après Gudang Garam et Sampoerna.